# William Hoare

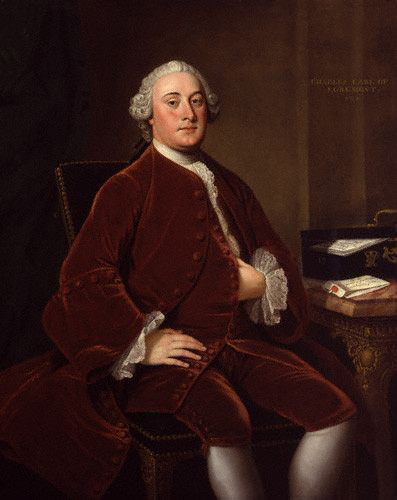
Ritratto di Sir Charles Wyndham

William Hoare (Eye, 1707 – Bath, 12 dicembre 1792) è stato un pittore e incisore inglese del periodo rococò.

## Biografia

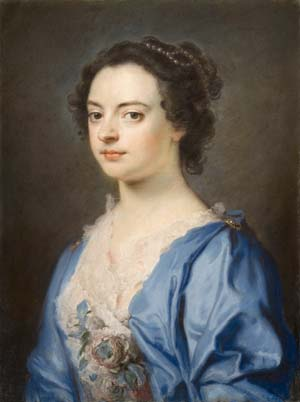
Ritratto di dama

Meglio conosciuto come William Hoare of Bath, egli stesso si firmava così in molte sue tele, poiché avendo lavorato presso questa cittadina termale del Somerset si era costruito la fama di bravo disegnatore facendo i ritratti della buona società locale.
William Hoare era nato a Eye piccolo centro del Suffolk vicino a Ipswich. Fu mandato dal padre a Londra come apprendista nella bottega di Giuseppe Grisoni, pittore di origine belga ma residente in Italia da molti anni e ormai divenuto, pittoricamente, italiano a tutti gli effetti. Il Grisoni era venuto in Gran Bretagna al seguito di John Talman l'architetto che a Firenze aveva visto le sue opere e lo convinse a trasferirsi in Inghilterra dove già erano passati o talvolta stanziatisi altri pittori italiani da Canaletto a Francesco Zuccarelli dove avevano avuto un interessante successo ed un grande riscontro anche economico.
Nel 1728 partì, con Grisoni, alla volta di Roma, meta prediletta di molti artisti stranieri che vi si recavano per studiare i grandi pittori del Rinascimento e le rovine dell'antica grandezza della città eterna. A Roma studiò presso la bottega del pittore Francesco Ferdinandi conosciuto come Francesco Imperiali dal nome del suo protettore, allievo di Carlo Maratta, qui strinse amicizia con l'astro nascente della pittura italiana Pompeo Batoni. Tornò in Inghilterra dopo dieci anni nel 1738 e si stabilì a Bath dove in un primo tempo fece delle tele di carattere sacro come Gesù che porta la croce per la locale Chiesa di San Michele e Betsabea al bagno, per la cosiddetta Cappella Ottagonale.
In seguito ai suoi viaggi s'impadronì di tecniche nuove come quella del pastello molto usato nel Settecento in Italia, principalmente a Venezia. Divenne quindi uno dei ritrattisti più ricercati e più alla moda di Londra. Dipinse i ritratti della società londinese, e inglese in genere, del suo tempo, soprattutto di coloro che visitavano le terme di Bath. I suoi pastelli furono numerosi sia per i nobili che per gli emergenti ricchi borghesi e politici.
Fra i personaggi da lui ritratti spiccano i nomi di Sir Horace Walpole, il poeta Alexander Pope, il ministro William Pitt il Vecchio, il musicista Georg Friedrich Haendel e una lunga fila di rappresentanti della nobiltà inglese. Nella Raccolta Nazionale dei Ritratti di Londra si contano ben 69 soggetti fra ritratti su tela, pastelli, disegni e incisioni del pittore.
Fondò con Thomas Gainsborough e Joshua Reynolds la Royal Academy, ma lo stesso Gainsborough lo scalzò dalla sua posizione di unico ritrattista ufficiale della buona società londinese.
La sua tecnica fu influenzata dal rococò fiorentino del Grisoni e certi echi del successo veneziano di Rosalba Carriera, ma non sappiamo se mai il pittore inglese e la pittrice veneziana si fossero mai conosciuti.
La sua fama raggiunse il massimo splendore tra il 1740 e il 1750, dopo il 1759 circa fu eclissata da quella di Gainsborough.
Suo figlio Prince Hoare, anche lui pittore, divenne famoso come drammaturgo.

## Galleria d'immagini

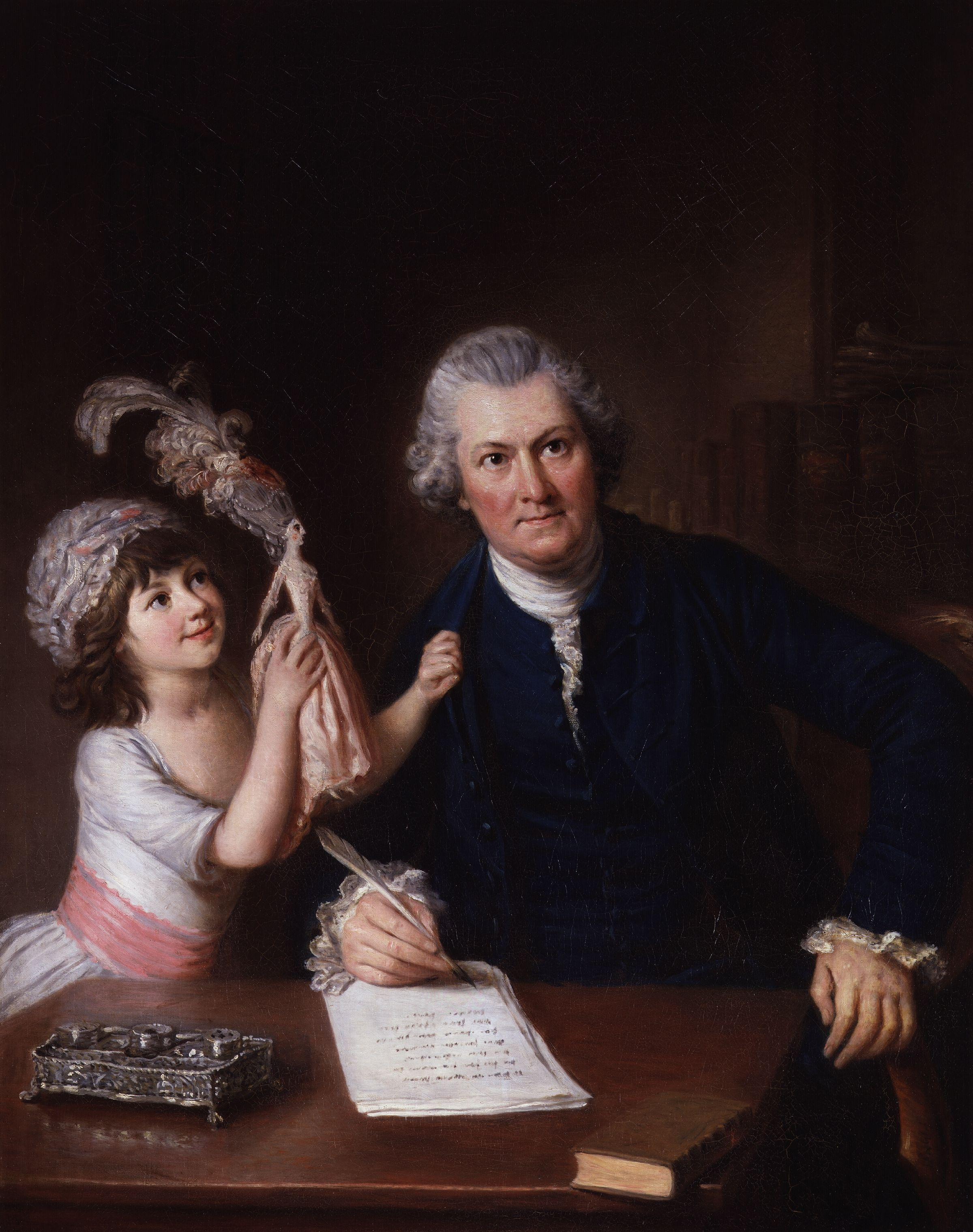
Christopher Anstey e la figlia
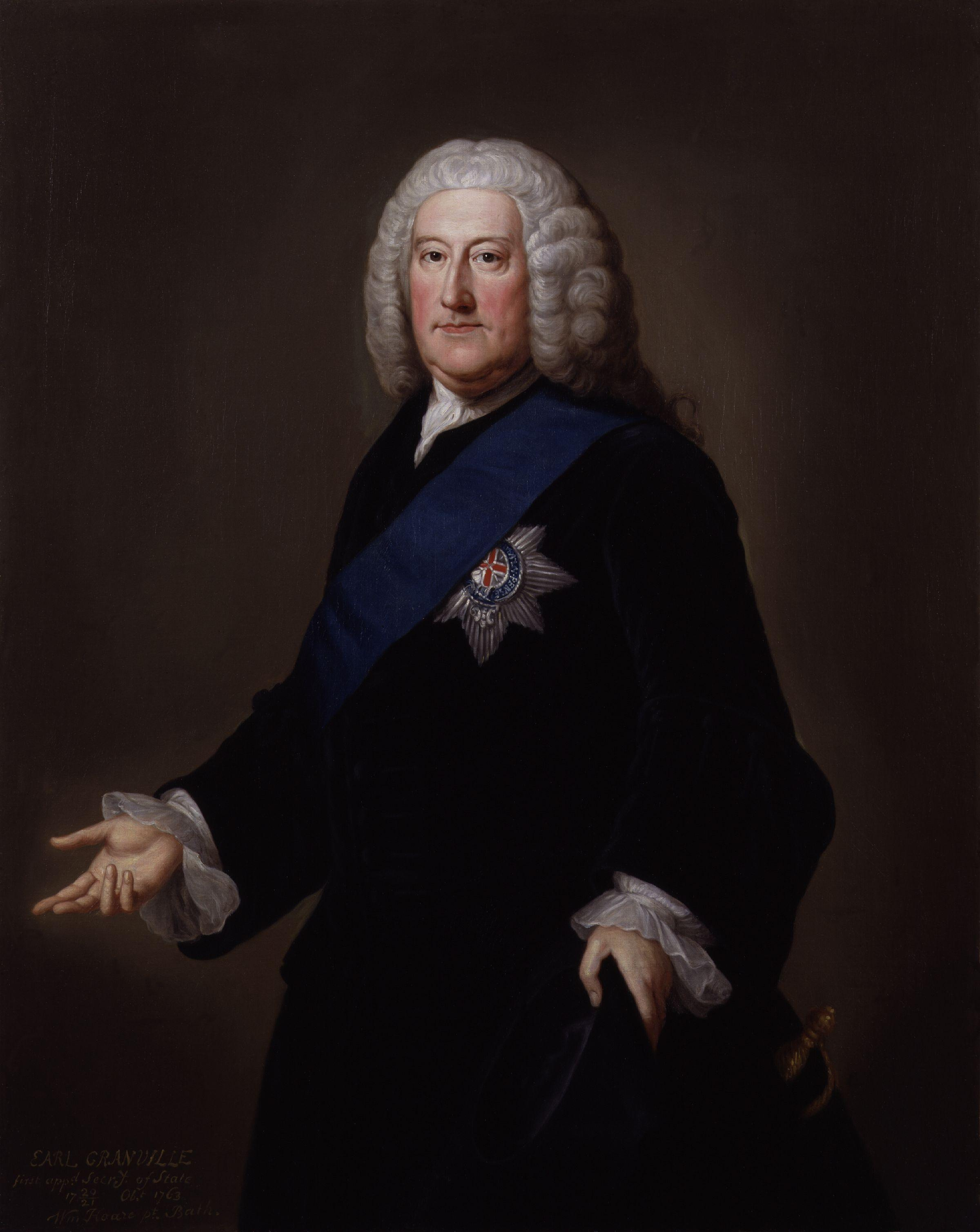
John Carteret conte di Granville
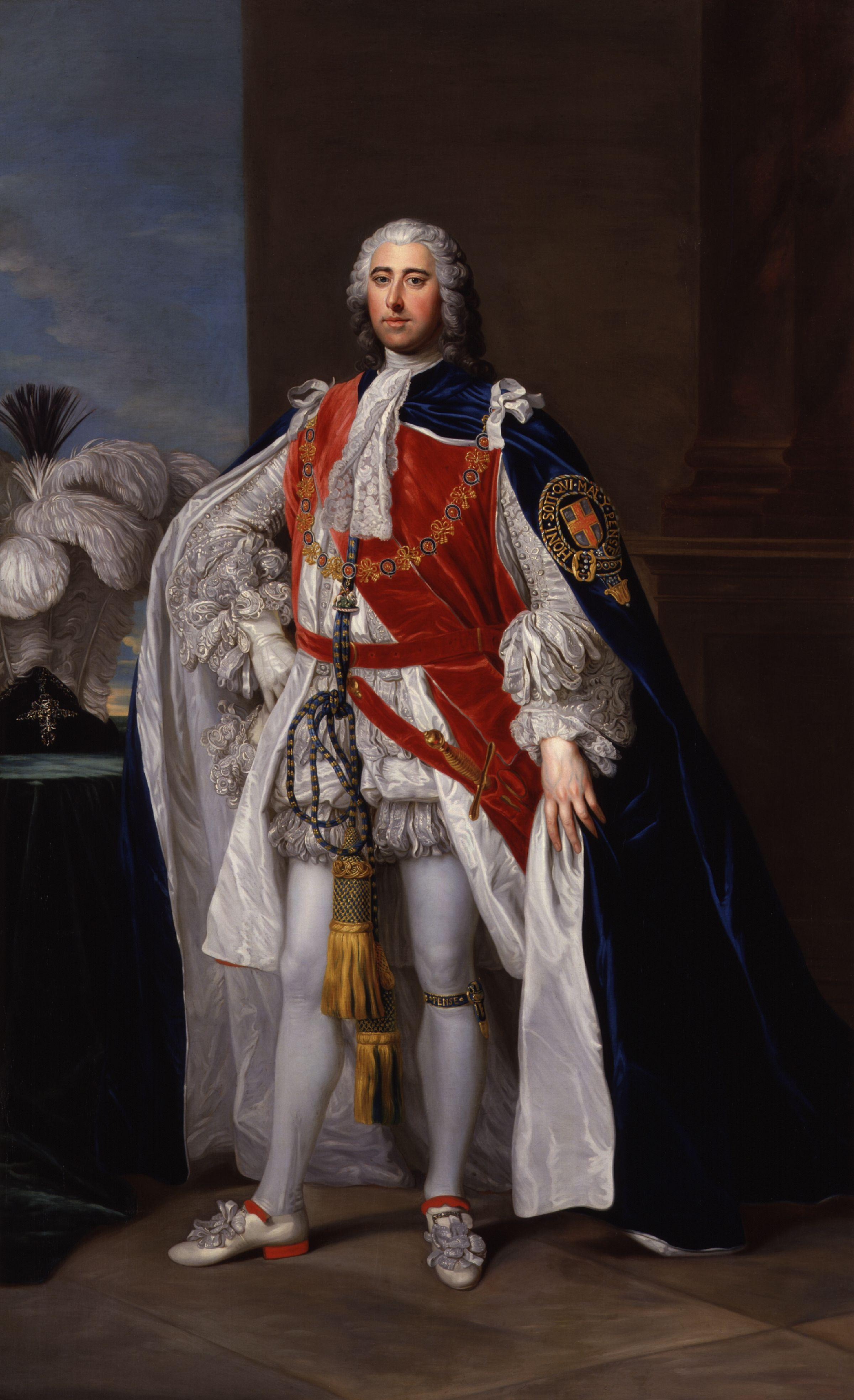
Henry Fiennes Pelham-Clinton duca di Newcastle
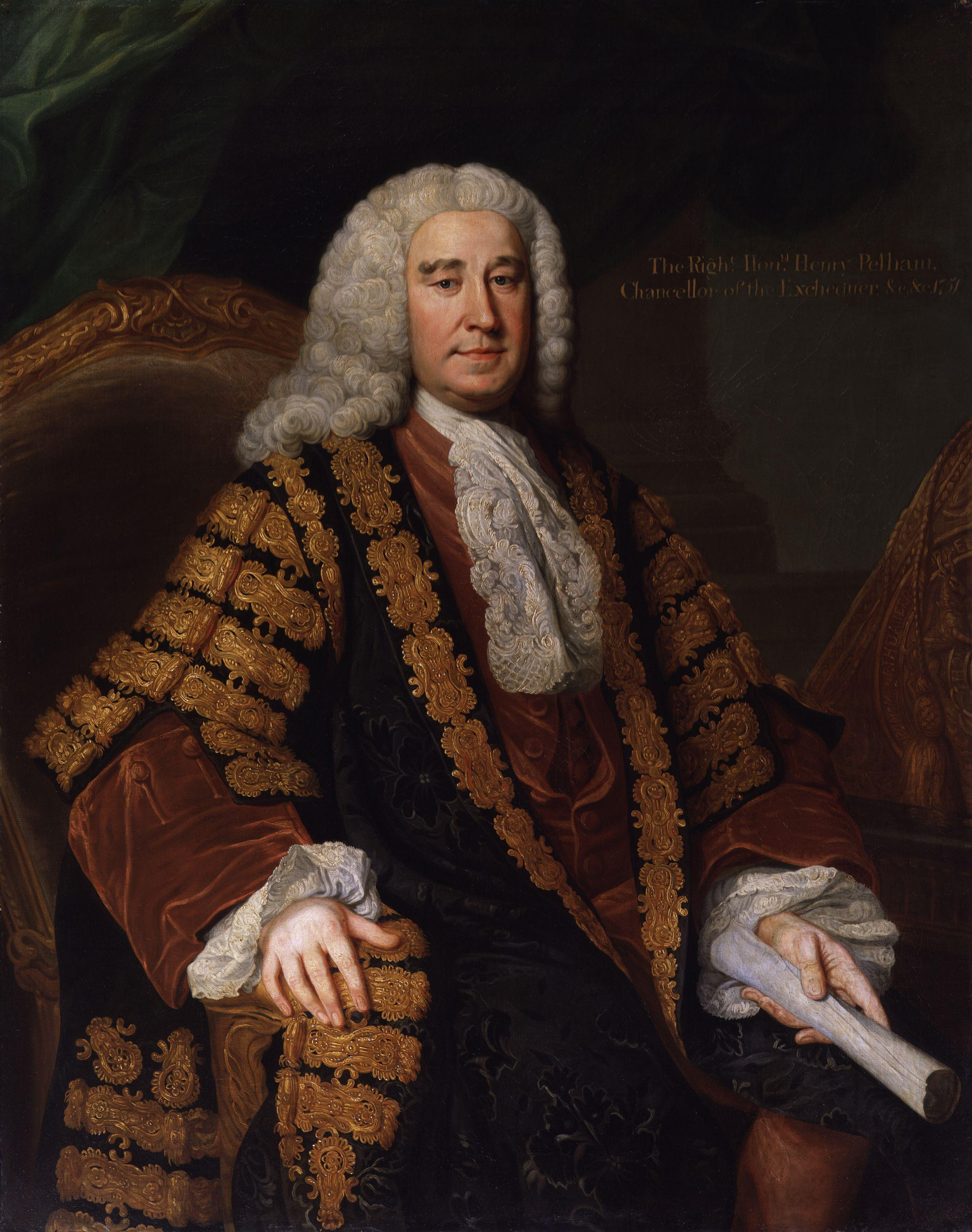
Henry Pelham
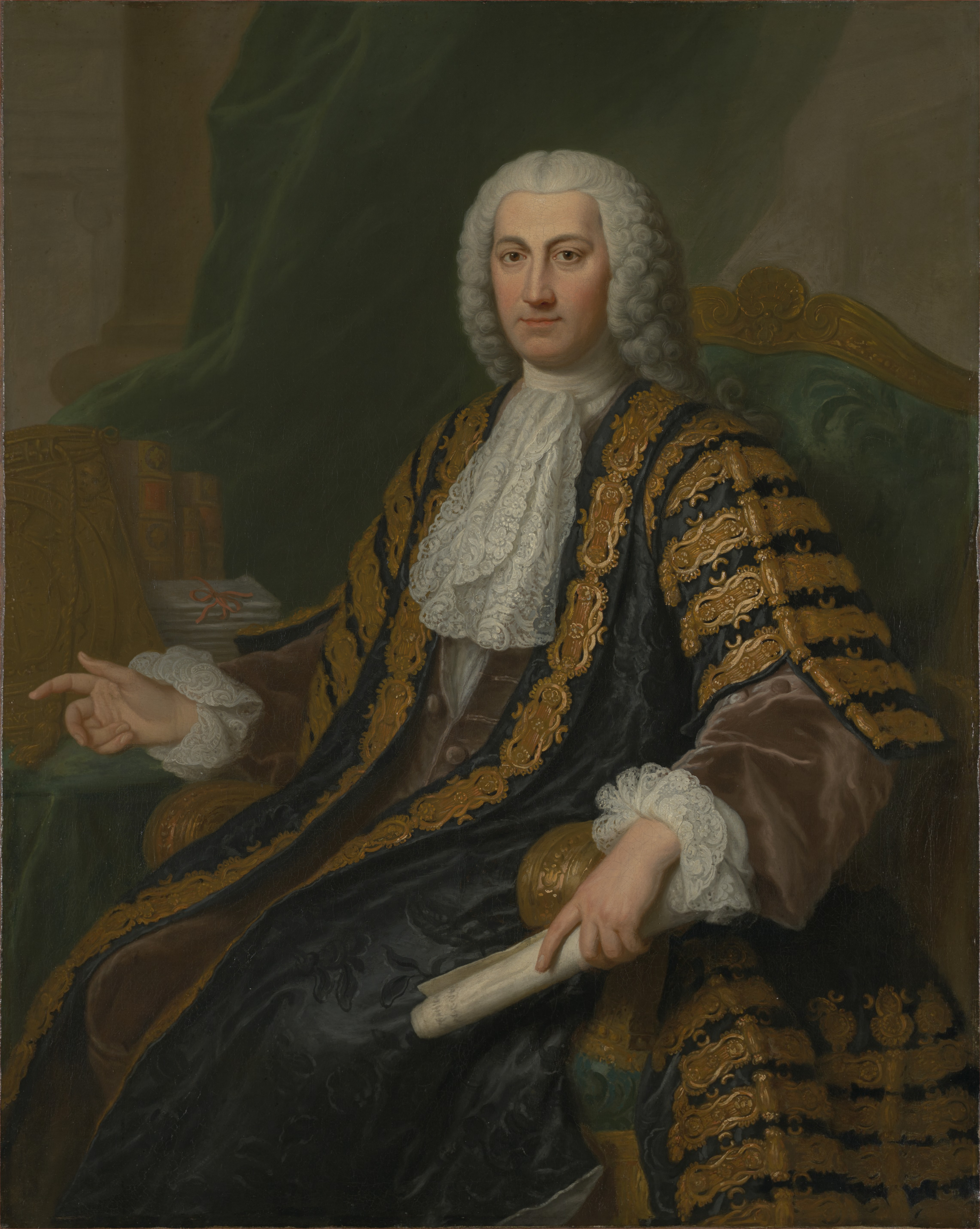
Henry Bilson Legge
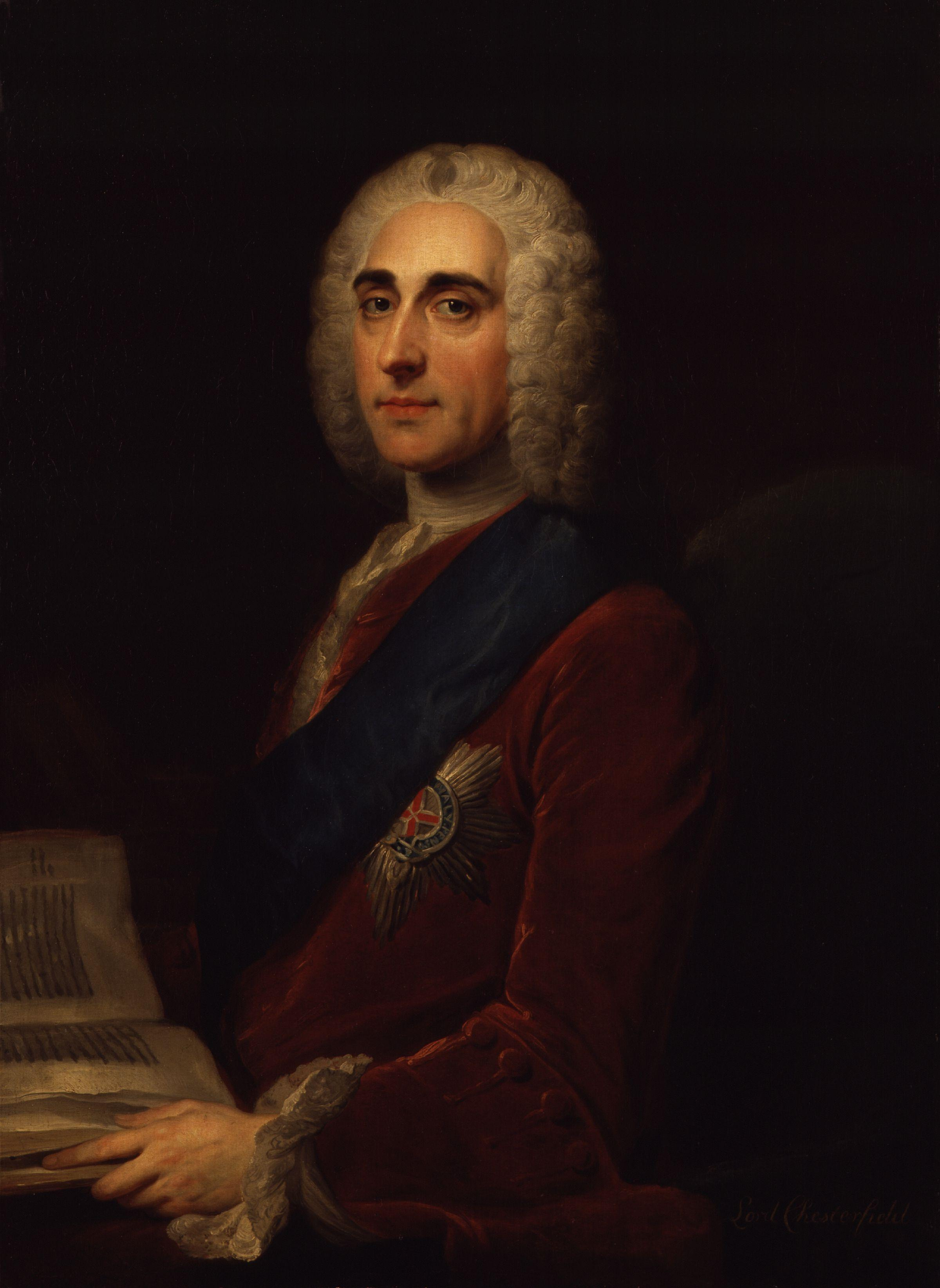
Philip Dormer Stanhope conte di Chesterfield
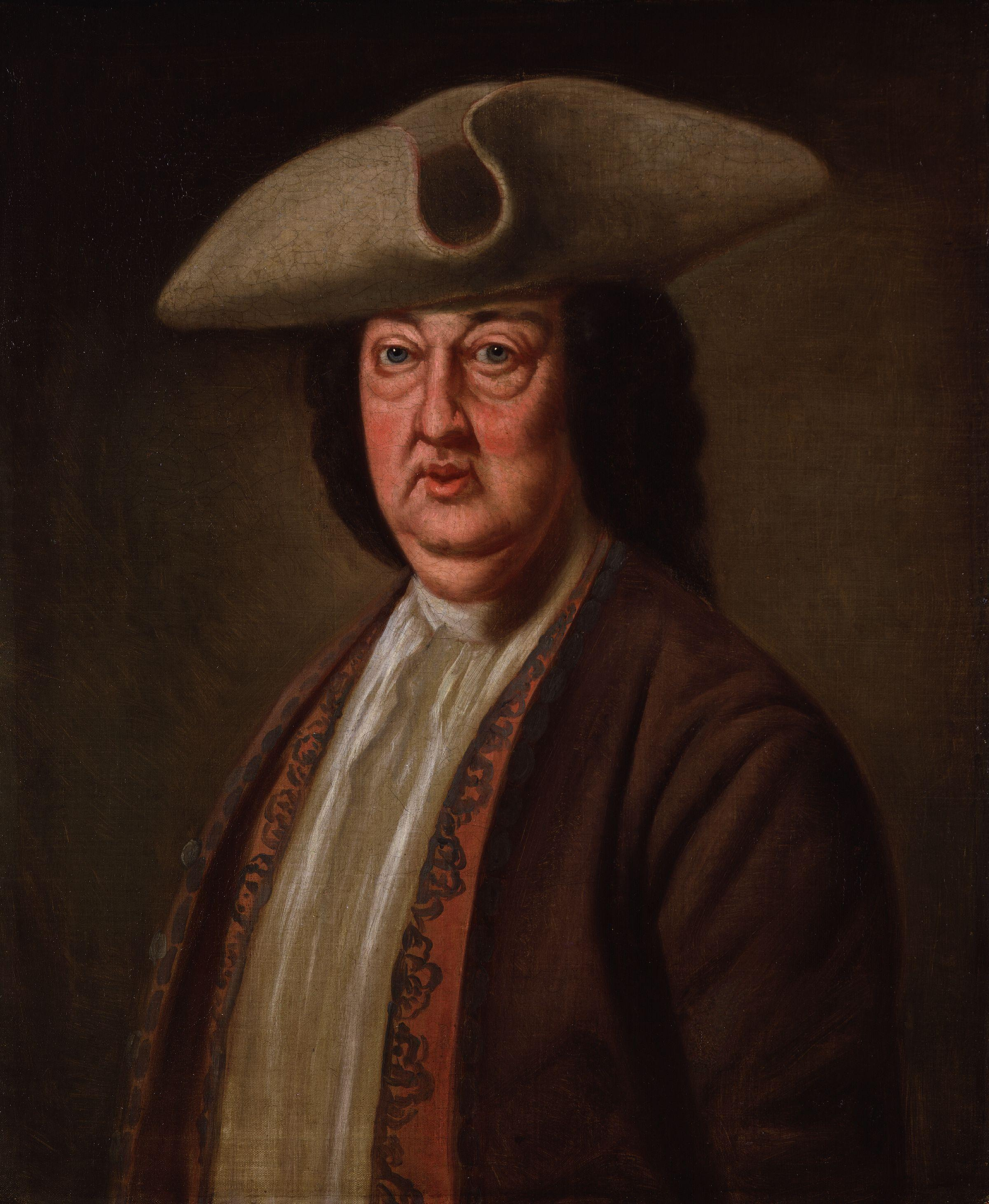
Richard Beau Nash
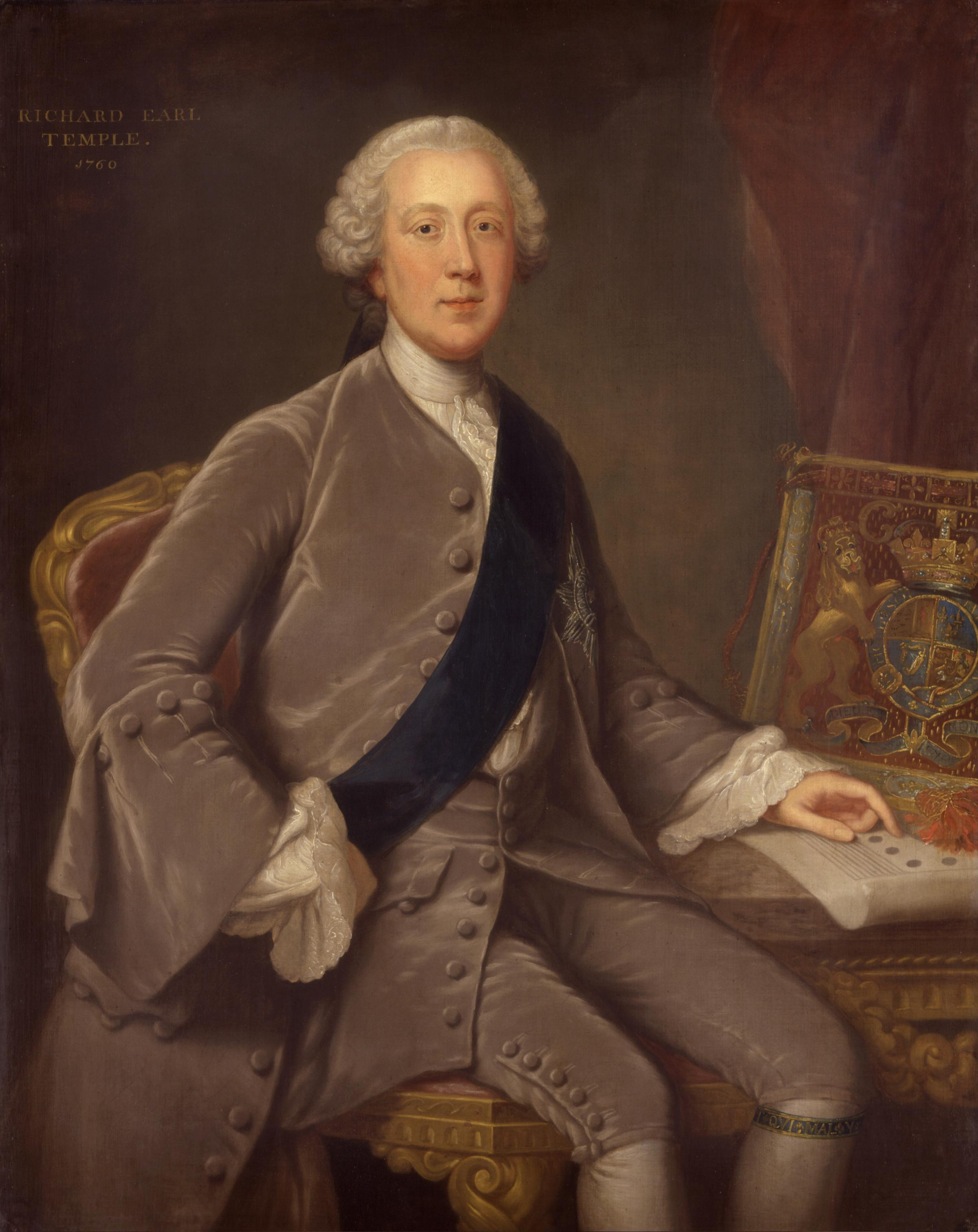
Richard Grenville conte di Temple
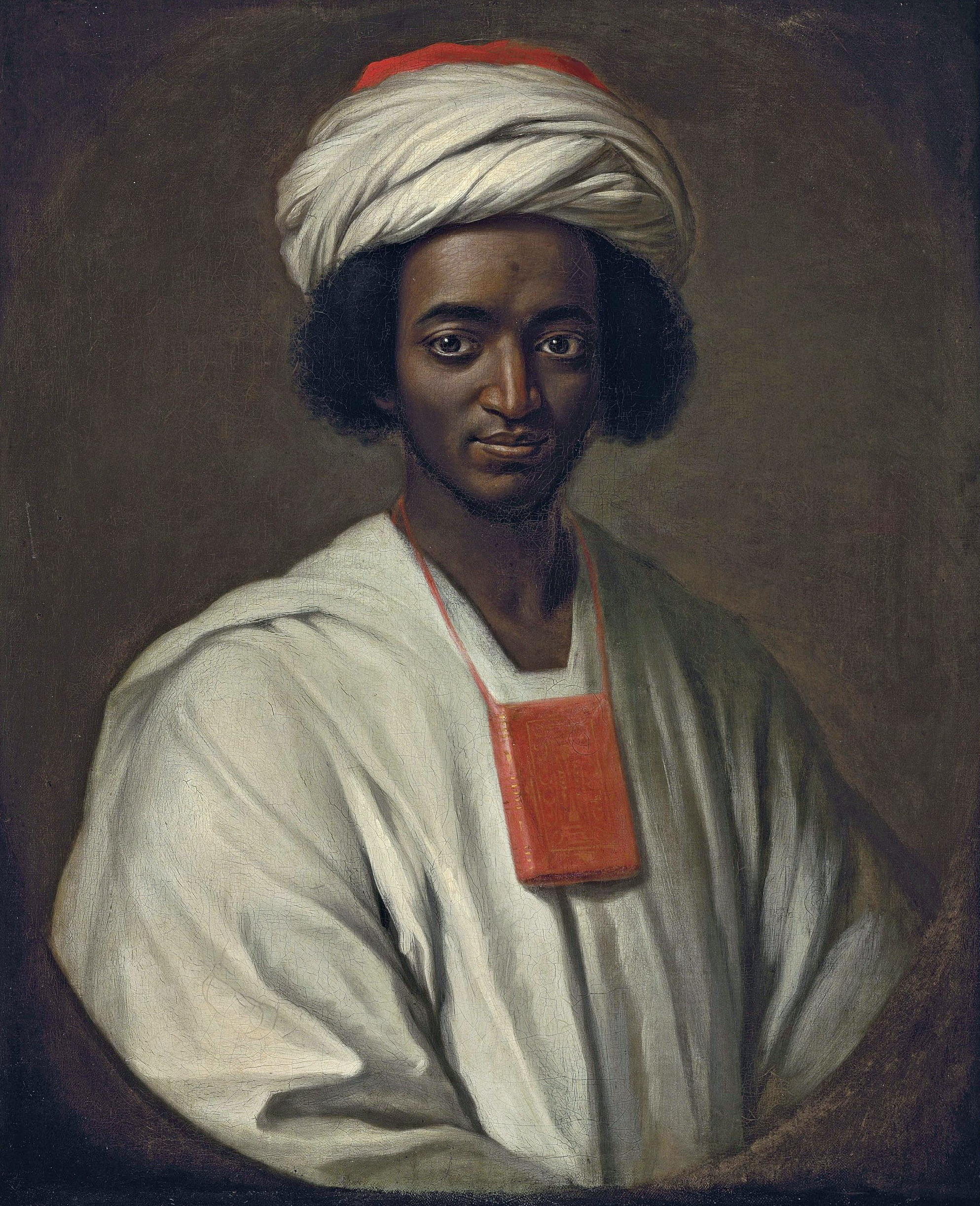
Ayuba Suleiman Diallo
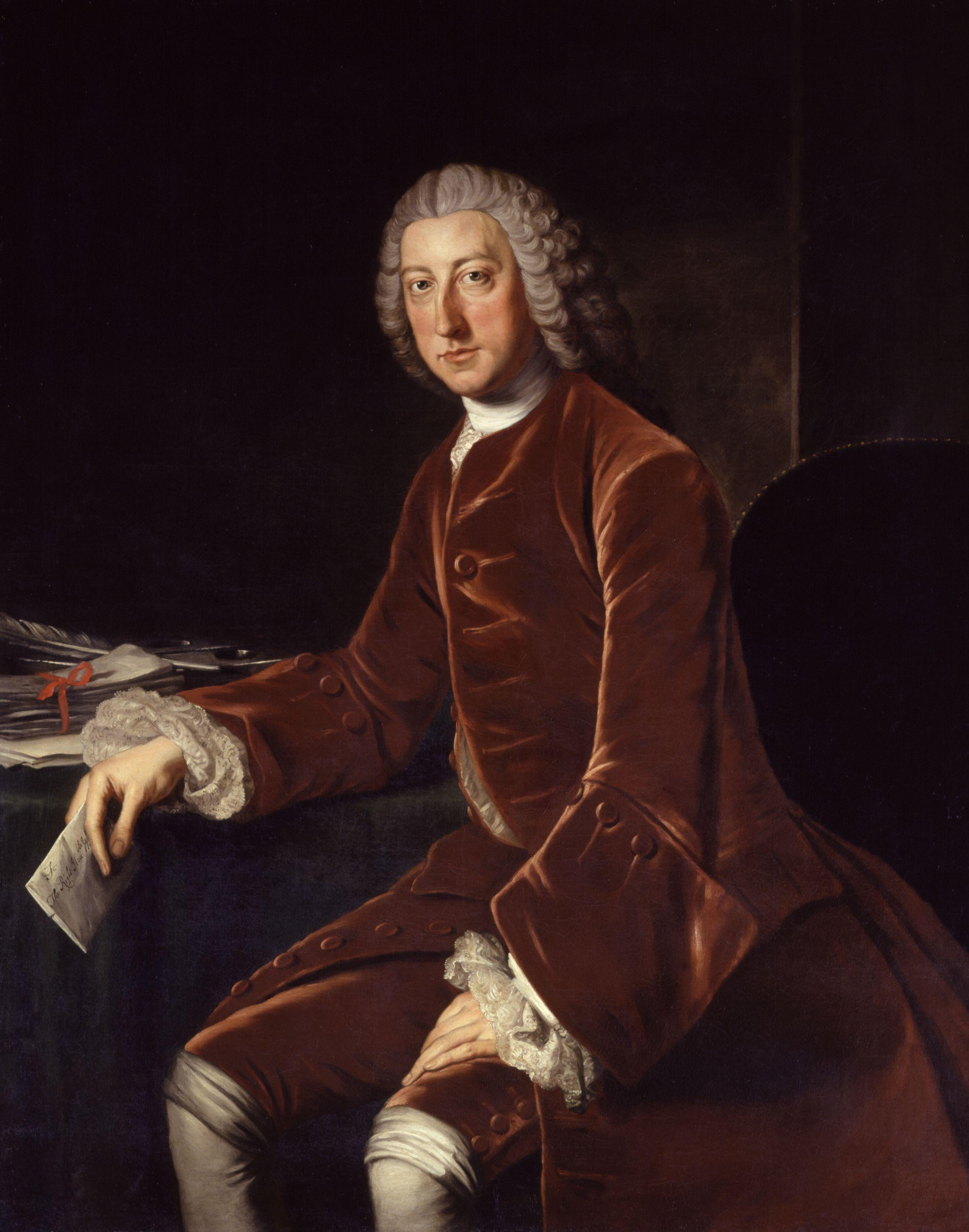
Ministro William Pitt il Vecchio
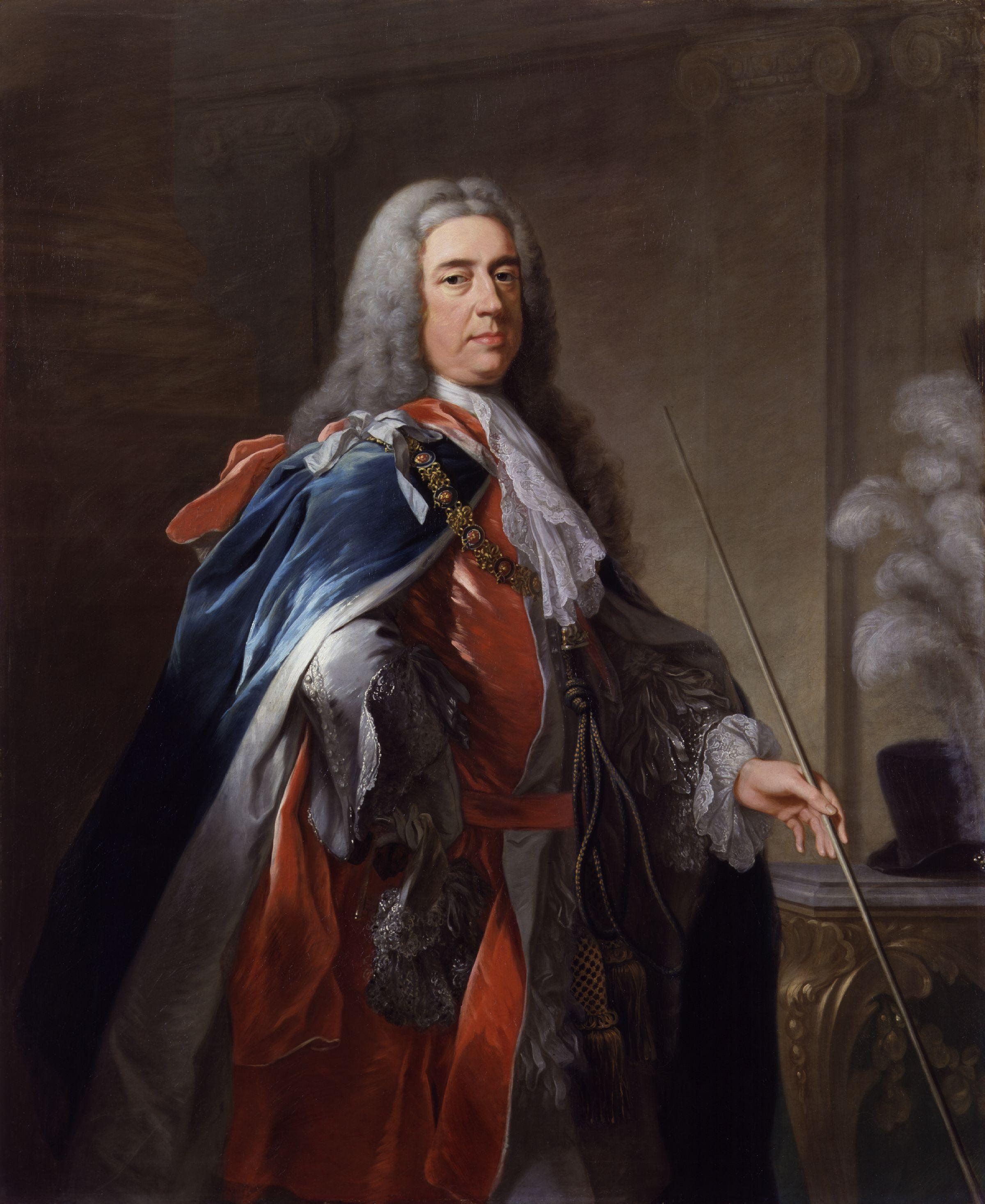
Charles Fitzroy duca di Grafton